# 比爾本拉比德
36°13′03″N 3°25′36″E / 36.21750°N 3.42667°E

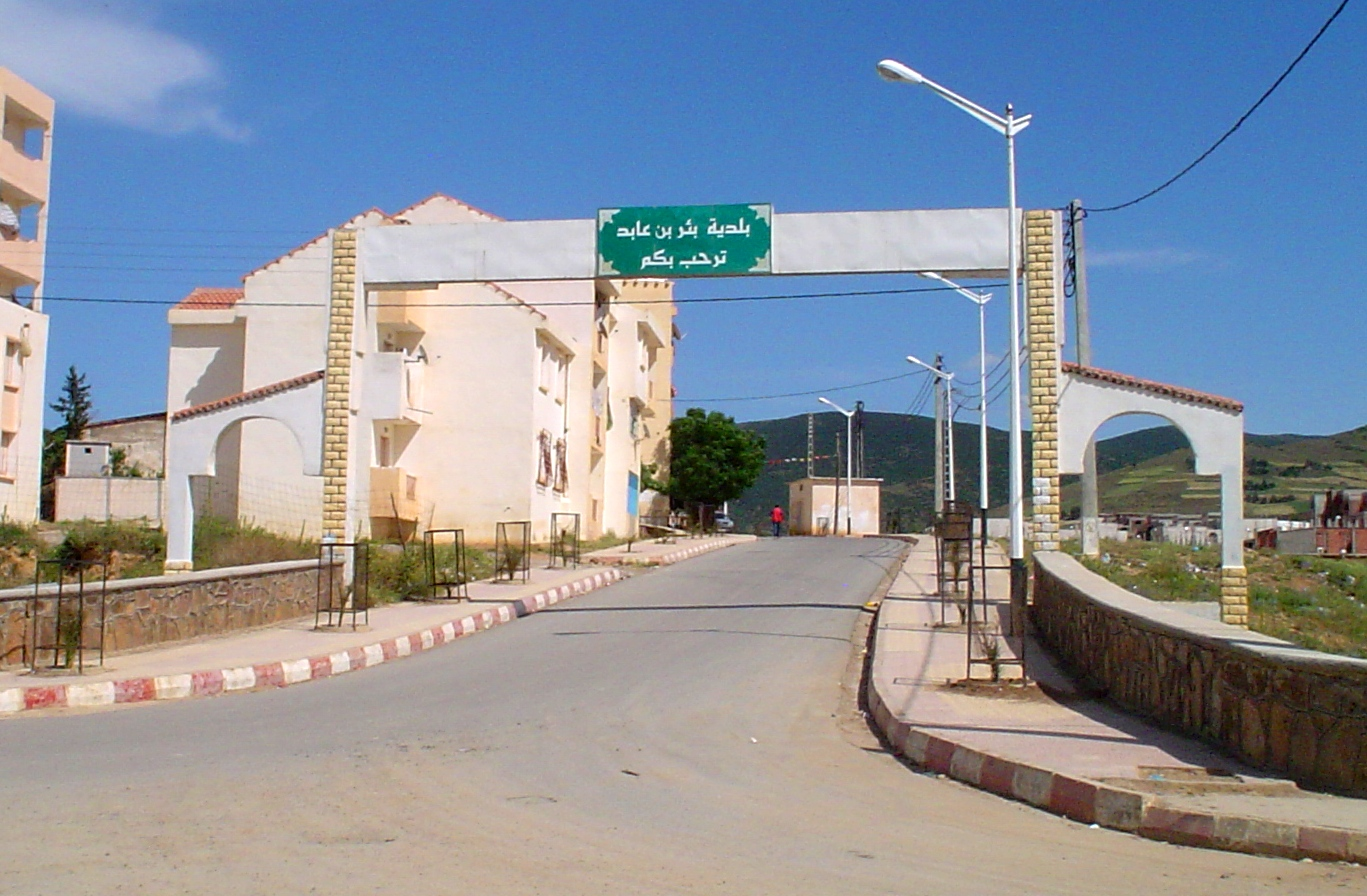
比爾本拉比德

比爾本拉比德（阿拉伯语：بئر بن عابد），是阿爾及利亞的城鎮，位於該國北部麥迪亞省，由蓋勒拜勒凱比爾區負責管轄，面積64平方公里，2008年人口12,107，人口密度每平方公里189人。